# جرير (اسم)
جرير هو اسم علم مذكر من أصل عربي، ومعناه هو الجذب، والجرير حبل الزمام.

## شخصيات تحمل الاسم
- جرير الضبي (728 – 804)
- جرير بن أوس
- جرير بن الأرقط
- جرير بن عبد الله البجلي (صحابي جليل من صحابة رسول الله صلى الله عليه وسلم، – 671[3])
- جرير بن عبد الله الحميري
- جرير ستيفنز (لاعبة كرة مضرب جنوب أفريقية، 15 فبراير 1957 – )

## وصلات خارجية
- موسوعة السلطان قابوس لأسماء العرب نسخة محفوظة 5 أبريل 2019 على موقع واي باك مشين.